# Абијатеграсо
Абијатеграсо (итал. Abbiategrasso) је насеље у Италији у округу Милано, региону Ломбардија.
Према процени из 2011. у насељу је живело 30659 становника. Насеље се налази на надморској висини од 126 м.

## Становништво
Према резултатима пописа становништва 2011. у општини је живело 30.994 становника.
| 1931.  | 1936.  | 1951.  | 1961.  | 1971.  | 1981.  | 1991.  | 2001.  | 2011.  |
| ------ | ------ | ------ | ------ | ------ | ------ | ------ | ------ | ------ |
| 15.852 | 16.259 | 18.001 | 21.652 | 26.955 | 27.043 | 27.541 | 27.739 | 30.994 |

## Партнерски градови
- Лангр
- Елванген